# Cursa de 100 kilometri
Cursa de 100 kilometri (titlul original: în italiană La cento chilometri) este un film de comedie italian, realizat în 1959 de regizorul Giulio Petroni, protagoniști fiind actorii Massimo Girotti, Mario Carotenuto, Yvonne Monlaur.

## Conținut
Evenimentele sportive ale unor concurenți maratoniști din Roma, în timpul unei competiții de 100 kilometri se intersectează cu evenimentele create de problemele lor personale, dând naștere la situații complicate și paradoxale care fac cursa să se termine hilar.  

## Distribuție
- Massimo Girotti – Toccaceli
- Mario Carotenuto – avocatul Corsetti
- Yvonne Monlaur – Elena
- Geronimo Meynier – Stefano Lombardini
- Edoardo Nevola – Tonino Toccaceli
- Riccardo Garrone – Cesare Malabrocca
- Marisa Merlini – Angela, soția lui Cesare
- Carlo Angeletti („Marietto”) – Alfredo Malabrocca
- Nando Bruno – Nando
- Raffaele Pisu – antrenorul lui Stefano Lombardini
- Fred Buscaglione și Asternovas – ei înșiși
- Gianrico Tedeschi – concurentul nr. 65
- Silvio Noto – Tartufadori, concurentul nr. 11
- Valeria Fabrizi – Giuseppina
- Carlo Taranto – Righetto
- Tiberio Murgia – Carmine
- Luigi Pavese – Eliseo
- Carlo Pisacane – concurentul descalificat
- Carlo Giuffré – amantul lui Giuseppina
- Ivy Holzer – Miss „Cento Chilometri”
- Alberto Talegalli – concurentul cu mustăți
- Alberto Rabagliati – prietenul avocatului Corsetti
- Gisella Sofio – dna. de la bar
- Alberto Sorrentino – clientul serios de la bar
- Arturo Bragaglia – concurentul nostalgic
- Grazia Maria Spina – amica flautistă a Elenei
- José Greci – amicul violoncellist al Elenei
- Gaby Farinon – amica violonistă a Elenei
- Ferruccio Amendola – fratele Elenei
- Mario Ambrosino – concurentul zis „Beethoven”
- Spartaco D'Itri – Spartaco
- Gianni Agus – amicul avocatului Corsetti
- Gigi Reder – concurentul superstițios nr. 15
- Mario De Simone – concurentul nr. 99
- Nino Marchetti – suporterul de la Roma
- Giulio Tomasini – concurentul cu vesta albă
- Enzo Garinei – fotograful
- Mario Passante – clientul cumpărător de pat
- Franco Giacobini – concurentul fără pantaloni scurți
- Gianni Minervini – concurent
- Elio Pandolfi – Bernardini, concurentul lent
- Toni Ucci – fratele lui Bernardini
- Isarco Ravaioli – studentul de la conservator
- Claudio Biava – concurentul suedez
- Luciano Bonanni – concurentul mut
- Franco Ressel – concurentul homosexual
- Ciccio Barbi – zidarul
- Giulio Calì – tâmplarul
- Mimmo Poli – hamalul
- Giancarlo Zarfati – băiatul de la oranjată
- Oreste Lionello – pasagerul de la tramvai

## Melodii din film
- Fred Buscaglione și Asternovas inerpretează melodia Guarda che luna